# 白川和子
白川 和子（しらかわ かずこ、1947年〈昭和22年〉9月30日 - ）は、日本の女優。
長崎県佐世保市出身、神奈川県相模原市在住。ワハハ本舗所属。
元JUN SKY WALKER(S)メンバーの寺岡呼人は甥。身長は、158cm。

## 来歴
実家は東京都町田市。父親は国家公務員で、 1947年、父の転勤先の長崎県佐世保市で生まれる。家族は他に母と妹と弟がいた。中学のとき、父の転勤で一家で帰京。東京都立目黒高等学校入学後、演劇部に入り16歳の頃に初めてプロの舞台を観劇すると、出演していた女優の市原悦子に憧れ始める。その後跡見学園女子大学に進学したが、厳格な父親に反撥していたため、このまま卒業して花嫁修業するのがイヤで、憧れの芸能界に入りたいという意識が強くなった。
大学在学中、劇団「赤と黒」へ入団する。初めてヌードになったのは1966年『週刊平凡』の姉妹紙『デラックス・パンチ』。対談した三島由紀夫から「どんどん脱ぐべきだ」と言われたという。これとは別にスカウトもされ、1967年には向井寛が監督した映画『女子寮』に出演した。クラスメートはびっくり仰天。家では化粧をしたことがなく、ポルノ女優になった事は父には5年間ばれなかった。以後、5年間で約230本のピンク映画に主演し、大学は中退した。
1971年10月、経営難から「日活ロマンポルノ」にシフトした日活に専属女優として迎えられ、その第1作目の主演女優として起用された。以後も「団地妻」シリーズへの主演で人気を獲得し、「ロマンポルノの女王」と称され、その後一部メディアでは「白川は日活ロマンポルノの象徴となった」とも言われている。
1973年、自身の体験に基づいた引退記念映画『実録 白川和子・裸の履歴書』（曽根中生監督、田中陽造脚色）が公開され、当時のロマンポルノオールキャスト作品として話題を呼んだ(1年3ヶ月の間に出た日活ロマンポルノは、合計20作品)。
1972年の正月興行の大阪での舞台あいさつで知り合った17歳年上の日活関西支社の社員・小西俊夫と、翌1973年に結婚する（小西は先年に癌で妻を亡くし、14歳の娘と11歳の息子を育てていた）。夫や連れ子と共に大阪の千里ニュータウンに移住して専業主婦の生活に入り、その後一女（次女）も儲ける(この頃の生活について詳しくは後述)。
結婚から約2年後、テレビのワイドショーのコメンテーターの出演を依頼されたことがきっかけとなり、芸能界に復帰。1976年の一般作の映画『青春の殺人者』で本格的に女優復帰すると、1979年の『復讐するは我にあり』、1981年の『ええじゃないか』、1989年の『黒い雨』、2013年の『凶悪』など評価の高い作品に出演し、脇役ながら存在感を示す。
2009年、お笑い芸人のジジ・ぶぅとコンビ「50・60これからだ」を組んでM-1グランプリに出場し、1回戦は突破したものの、2回戦であえなく敗退した。2015年、WAHAHA本舗に参加する。
2018年には第73回毎日映画コンクールで田中絹代賞を受賞。

## 人物

### ピンク映画時代
男性経験がない状態でピンク映画に出演し、処女喪失のシーンでは実際の表情を知らなかったため、撮影中にカメラに映らない状態で監督に太ももをつねられた時の顔とのこと。
白川によると当時のピンク映画は、旅館の一室を借りて人目を忍んでこそこそと撮影していたという。また、撮影現場にはメイクさんや衣装さんもいなかったため、服を揃えるのもヘアメイクも自分でこなしていたという。

### ロマンポルノ時代
1971年ピンク映画で活躍していた白川は、オーディションにより日活ロマンポルノの主演女優に抜擢される。初めて日活撮影所に訪れた白川は、当時“東洋一”と言われた、街を丸ごとセットにしたような撮影所の大きさに驚かされたという。日活ロマンポルノ第1作映画『団地妻 昼下りの情事』が封切られると連日立ち見が出るほど大ヒットし、白川は瞬く間に人気女優となった。ほどなくして日活社内では「和子を出せばその作品は必ず売れる」とのジンクスが囁かれ、男性週刊誌やスポーツ紙は「突如として現れた日活の救世主」などと白川を書き立てた。
これにより、それまで父にひた隠しにしてきたポルノ出演が知られてしまった。当時防衛庁勤務だった父から激怒されて女優を辞めるよう迫られたが、「私から芝居を取ったら何も残らない」と一歩も引かなかった。最後は話し合いにより、「父の名前と職業を公にしないこと」を条件に女優を続けることを許された。その後詳細な時期は不明だが、2019年の時点で両親は既に他界している。
人気女優となった1971年当時大学は学生運動で殺伐とした時代だったが、白川は学園祭のゲストとして引っ張りだこになった。東北大学の学園祭ではトークなどをして楽しく過ごした後、司会者から「最後に会場の学生に向けて何か一言」と話を振られた。白川がシャレのつもりで「日活ロマンポルノを見て平和な社会を築こうよ」と言った所、学生たちに大ウケしたとのこと。

### 夫との出会いと新婚生活
日活関西支社の小西俊夫とは1972年の正月興行で出会った後、お盆興行で再会したことで交際に発展。それ以降東京と大阪で長距離電話でやり取りを続け、同年10月に彼からプロポーズを受ける。一般的に言えば職場結婚だが、当時の芸能界において女優と社員による恋愛は御法度だったため、女優引退を決意。
1973年2月14日に結婚し、夫婦と夫の連れ子(長女と長男)の4人で大阪の千里ニュータウンに移り住み、同年秋には次女も生まれて5人家族となる。家賃は月一万円弱と安かったが、にっかつの遅配続きで夫の年収は200万円程度だったため、女優時代の年収が600万円だった白川が貯金を切り崩して子供たちを育てた。
団地に移り住んだその日から嫌がらせの電話が鳴り出した。最初こそ驚いたものの負けず嫌いな白川が毅然とした態度を取り続けると、次第に収まっていった。また、最初は「ポルノ女優が住むと団地が汚れる」と署名運動まで起き、子供たちもいじめられたが、白川の人付き合いの良さや団地内の地域活動に積極的に参加するなどして解消した。

### その後の生活

#### 小西との夫婦関係
小西との離婚前の女優時代の貯金が底をついた頃、テレビ番組の出演依頼を受けたことで徐々に仕事が増えて女優復帰した。1980年に小西の浮気が原因で離婚した後、白川も若菜嘉晴と激しい恋に落ちたが、独身と思い込んでいた若菜が既婚者と判明。その後小西が東京支社に転勤になると町田の実家に帰っていた娘（次女）が父親に懐いてしまい、1985年に和解して同年3月3日に復縁した。

#### 病気
1980年代前半に子宮がんを患った。51歳（1998年頃）で脳梗塞になり、顔の半分が痺れるなどの症状が起きた。翌1999年に慢性膵炎を患い治療したが、2019年時点においても食事制限は続いているという。さらに2000年には卵巣に腫瘍が見つかり、卵巣と卵管を摘出した。これらの病気は、治療により克服している。

### 3人の子供たち
昔から子供好きだったこともあり、小西との結婚後はそれまで映画に捧げていた情熱を子育てに向けた。25歳で結婚した白川と小西の連れ子の長女とは11歳しか離れておらず、反抗期の真っ只中だったこともあり衝突することもよくあった。その後夫の浮気が発覚した頃、高校生となっていた小西の連れ子の長男は不良になり一時は暴走族にも入ったという。
子育ては苦労も多かったが厳しくも愛情を持って子供たちに接したことで、その後3人とも親孝行な性格に育った。長男の高校卒業を機に1980年に7年間の夫婦生活を終え、離婚後は東京で次女と2人で暮らし始めた。ただし離れて暮らすことになった長女・長男とは、その後も電話や手紙を通じて連絡を取り合ったという。
2019年時点において長男は有名ホテルの副総料理長となり、長女と次女はそれぞれ看護師として働いているという。ある時子どもたちから『一度も腹違いだと思ったことはないよ』と言われた白川は、後年「この言葉は私にとっての“勲章”です」と回想している。

## 出演

### テレビ

#### 連続ドラマ
- 必殺シリーズ（ABC / 松竹）
  - 新・必殺仕置人 第11話「助人無用」（1977年） - おこの
  - 翔べ! 必殺うらごろし 第5話「母を呼んで寺の鐘は鳴いた」（1979年） - おそで
  - 必殺仕事人 第51話「覗き技天地入れ替つぶし」（1980年） - おわか
- 熱中時代（日本テレビ）
  - 刑事編 第24話「女装刑事vs殺人鬼」（1979年） - 野見勝子
  - 教師編 第二シリーズ（1980年） - みね子の叔母
- 3年B組金八先生 第1シーズン（TBS） - 山田麗子の母
- 噂の刑事トミーとマツ（TBS / 大映テレビ）
  - 第1シリーズ 第16話「マツがクビ、トミコ頼むぞ」（1980年） - 酔ったホステス
  - 第1シリーズ 第58話「七転八倒! トミマツの昇進試験」（1981年） - 細山の妻
- ピーマン白書 （1980年、フジテレビ） - 生徒の母親
- 3年B組貫八先生（TBS） - 木下則之の母
- ぬかるみの女（1980年、東海テレビ） - たね
- 結婚したい女（1981年、MBS） - 千石竹乃 
  - 結婚したい女2（1981年 - 1982年）
- 花王名人劇場「裸の大将放浪記」 （関西テレビ）
  - 第6話「嘘をつくと舌を抜かれるので」（1981年） - 霧子
  - 第46話「清と獅子舞てんてこ舞」（1991年） - よし江
- ポーラテレビ小説「愛をひとつまみ」（1981年 - 1982年、TBS） - 矢島千代
- 同心暁蘭之介 第39話「黒い罠」（1982年7月22日、フジテレビ）
- 太陽の子 てだのふあ（1982年、NHKドラマ人間模様） - キヨシの母
- 野々村病院物語II（1982年 - 1983年、TBS）
- 遠雷と怒涛と（1982年、NHK） - 農夫の妻
- 妻たちの熱い午後（1984年、テレビ朝日） - 鈴木增美
- 特捜最前線 第457話「終着駅の女I 新宿駅・田所初江の蒸発!」（1986年、テレビ朝日） - 田所初江 役
- NHK連続テレビ小説（NHK総合テレビ）
  - 青春家族（1989年） - 諸口かず江 役
  - 「てるてる家族」（2003年） - 浅月美穂
  - 「つばさ」（2009年5月） - 川原妙子
- 木曜ゴールデンドラマ「いのち輝いて」（1989年4月13日、日本テレビ） - 白川和子（本人役） 役
- さすらい刑事旅情編II 第2話「東北新幹線“やまびこ”奥の細道殺意の旅」（1989年、テレビ朝日）
- 会いたくて（1989年、日本テレビ） - 一枝
- 夏子の酒（1994年、フジテレビ） - 橋本冴子の母
- お見合いの達人（1994年、TBS） - 福島久子 役
- 君といた夏（1994年、フジテレビ） - 佐野桐子 役
- 夜に抱かれて（1994年、日本テレビ） - 川瀬芙美 役
- おかみ三代女の戦い（1995年、TBS）
- 金田一少年の事件簿 第1話「異人館村殺人事件」（1995年、日本テレビ） - 冬木三子
- 魔の季節（1995年、TBS）
- 白線流し（1996年、フジテレビ） - 山村扶沙子
- 大岡越前 第14部 第22話「母ふたり情けのお白洲」（1996年、TBS） - お登世
- ドラマ新銀河（NHK）
  - 元気をあげる〜救命救急医物語（1996年） - 田岡芳江
  - おんなは全力疾走!（1997年） - 田島信子
- 合い言葉は勇気（2000年、フジテレビ） - 大山節子
- 白い影 -Love and Life in the White-（2001年、TBS） - 岩崎ミツ
- 最後に愛を見たのは（2001年4月1日、BSジャパン） - 民生委員
- Dr.コトー診療所 第4・5話（2003年、フジテレビ） - 安部広子
- 六月のさくら（2004年、北海道テレビ放送・テレビ朝日） - 舘崎志津枝
- 汚れた舌（2005年） - 高上
- マグロ（2007年、テレビ朝日）
- 歓喜の歌（2008年9月7日、北海道テレビ） - 船水しず
- ドラマW「一応の推定」（2009年12月20日、WOWOW）
- 土曜時代劇「まっつぐ〜鎌倉河岸捕物控〜」 第5回（2010年5月、NHK総合テレビ） - お冨
- ドキュメンタリードラマ「似顔絵捜査官001号」（2012年3月11日、NHK BSプレミアム） - 老婦人
- 特捜9season2 第2話（2019年4月17日、テレビ朝日） - 村上サチ
- 小さな神たちの祭り（2019年11月20日、東北放送） - 谷川良子
- 青のSP―学校内警察・嶋田隆平― 第7話（2021年、関西テレビ・フジテレビ） - 深山サキ
- 遺留捜査 第6シリーズ 第4話（2021年2月4日、テレビ朝日） - 内海和代
- 相棒 season20 第8話（2021年12月8日、テレビ朝日） - 田中美鈴
- しろめし修行僧 第1話（2022年4月9日、テレビ東京）- サチエ
- 我らがパラダイス（2023年1月8日 - 3月12日、NHK BSプレミアム・BS4K） - 丹羽ヨシ子 役[11]
- 罠の戦争（2023年） - 鰐淵かよ 役
- 合理的にあり得ない 〜探偵・上水流涼子の解明〜 第10話（2023年6月19日、関西テレビ・フジテレビ） - 光谷静江
- お別れホスピタル（2024年2月3日 - 24日、NHK総合） - 野中正美[12]
- 老害の人（2024年5月5日 - 6月2日、NHK BS・NHK BSプレミアム4K） - 林春子[13]
- 秘密〜THE TOP SECRET〜 第4話・第5話（2025年2月17日・24日、関西テレビ・フジテレビ） - 高木梅子 役[14]
- 大追跡〜警視庁SSBC強行犯係〜 第3話・第5話（2025年7月23日・8月6日、テレビ朝日） - 前田しず 役[15]

#### 2時間ドラマ
- カネボウヒューマンスペシャル
  - 小児病棟（1980年12月3日） - 谷ロカッ子
- 木曜ゴールデンドラマ
  - 「五瓣の椿・復讐に燃える女の怨念」（1981年）
  - 「女のがん病棟」（1984年）
- 火曜サスペンス劇場
  - 「名無しの探偵・愛の失踪」（1982年）
  - 「暮らしの中の殺意」（1984年）
  - 「狂った信号」（1984年）
  - 「サラ金業者の妻」（1987年）
  - 「浅見光彦ミステリー3・佐渡伝説殺人事件」（1988年4月12日）
  - 「フルムーン旅情ミステリー・能登半島殺人事件」（1991年）
  - 「警部補 佃次郎・ここだけの話」（1999年） - 今村君子
- ザ・サスペンス
  - 「肉体の処刑」（1982年）
  - 「娘たちの復讐・日本国憲法殺人事件」（1982年）
  - 「ヒットソング殺人事件」（1982年）
  - 「川崎探偵団」（1983年）
  - 「団地殺人事件・妻たちの危険な昼下り」（1984年）
- 土曜ワイド劇場
  - 「名探偵・金田一耕助・仮面舞踏会」（1986年）
  - 「長崎オランダ村殺人事件」（1987年）
  - 「凶学の巣・3」（1987年）
  - 「美人秘書殺し」（1990年） - 手塚富子
  - 「事件・なぜ夫は新妻の姉を殺したのか…? 」（1993年） - 坂井すみ江
  - 「ダイエット三姉妹の旅情事件簿・みちのく七時雨山 鬼女伝説殺人」（1999年） - 白井千代
- 月曜ドラマスペシャル（TBS）
  - 「松本清張作家活動40年記念・黒い画集 坂道の家」（1991年8月26日） - 寺島峰代
- 金曜エンタテイメント（フジテレビ）
  - 「松本清張三回忌特別企画・草の陰刻」（1994年8月5日）- 栗山ゆり子
  - 「女ざかり!!区役所の名探偵1」（2000年）- 中野令子
- 月曜ミステリー劇場（TBS）
  - 西村京太郎サスペンス十津川警部シリーズ
    - 第24作「伊豆の海に消えた女」（2002年1月7日）- 片山みゆき（有森也実）の母・片山照子※渡瀬恒彦版
    - 第34作「寝台特急あさかぜ殺人事件」（2005年3月28日） - 白井治子
- 月曜ゴールデン（TBS）
  - 浅見光彦シリーズ第24作「漂泊の楽人」（2007年10月15日）- 漆原睦子（宇津宮雅代）の同級生 ・豊野きせ子
  - 「追跡〜失踪人捜査官・石森新次郎」（2008年1月28日）
  - 「弁護士高見沢響子・夢の花」（2011年10月17日、TBS）- 藤代菊子
- 赤と黒のゲキジョー（フジテレビ）
  - 「黒い看護婦」（2015年2月13日）- 福原民代
- 女と愛とミステリー（テレビ東京）
  - 「篝警部補の事件簿2」（2004年）- 滝川朝子
- 東野圭吾 手紙（2018年） - 緒方敏江
- WOWWOWドラマスペシャル
  - 「一応の推定」（2009年）　- 原田千代子

#### バラエティ
- さんま&くりぃむの芸能界(秘)個人情報グランプリ（2010年4月16日、フジテレビ）
- アウト×デラックス（2013年8月8日、フジテレビ）
- さんまでっか!?TV（2015年7月1日、フジテレビ）

#### ドキュメンタリー
- アナザーストーリーズ 運命の分岐点 「ロマンポルノという闘い 日活・どん底からの挑戦」（2016年11月16日、NHK BSプレミアム）

### ラジオ
- わっしょいスペシャル・ハイ本番! 金曜バチョン（ラジオ大阪）
- 星空にうたおう 青春最前線（ラジオ大阪）

### 映画

#### 2020年代
- 私はいったい、何と闘っているのか（2021年） - 食堂のおばあちゃん[16]
- 恋のいばら（2023年1月6日、パルコ） - トキ 役[17]
- 春画先生（2023年10月13日、ハピネットファントム・スタジオ） - 本郷絹代 役[18]
- 唄う六人の女（2023年10月27日、ナカチカピクチャーズ / パルコ）[19]
- コーポ・ア・コーポ（2023年11月17日）
- 怨泊 ONPAKU（2024年7月19日）[20]
- サンセット・サンライズ（2025年1月17日） - 村山茂子 役[21]
- 「桐島です」（2025年7月4日）[22]
- やがて海になる（2025年10月24日公開予定）[23][24]

#### 2010年代
- 二階堂家物語（2018年） - ハル
- 青夏 きみに恋した30日（2018年） - 成瀬美緒
- Vision（2018年、河瀨直美監督）
- 私は絶対許さない（2018年、和田秀樹監督） - 葉子の祖母
- ホペイロの憂鬱（2018年） - 古木淑江
- 望郷（2017年）
- 光（2017年、河瀨直美監督）
- 牝猫たち（2017年） - SMクラブのマダム
- うさぎ追いし 山極勝三郎物語（2016年） - 米沢フク
- 少女（2016年） - 水森正代
- 凶悪（2013年） - 牛場百合枝
- ペコロスの母に会いに行く（2013年、森﨑東監督）
- デンデラ（2011年） - 石塚ホノ
- 婚前特急（2011年） - 老女
- 団地妻 昼下りの情事（2010年）

#### 2000年代
- 大阪ハムレット（2008年） - ヤエ
- 死に花（2004年） - 鴨下光代
- 冬の幽霊たち ウィンターゴースト（2004年） - スナック「イフ」のママ
- ママズアタック 熟母参上!（2003年）
- 幸福の鐘（2003年） - 相川マリ子
- 百合祭（2001年） - 横田レナ子

#### 1990年代
- ワンダフルライフ（1999年） - 天野信子
- 第七官界彷徨 尾崎翠を探して（1999年） - 早川薫
- 一生、遊んで暮らしたい（1998年） - 夕子
- 東京兄妹（1995年） - 近所のおばさん
- 帝都物語外伝（1995年） - 辰宮恵子
- 麗霆"子!! 総長最後の日（1995年） - 右近しの
- 遥かな時代の階段を（1995年） - 柴田幸子
- N.45（1994年） - 女主人
- セイリング 海にはばたく（1992年） - 市川初江
- 寝盗られ宗介（1992年） - 玉枝
- 真夏の少年（1991年）
- 良いおっぱい悪いおっぱい（1990年） - 長谷川松子
- 死の棘（1990年） - 八百屋
- ドンマイ（1990年） - 天神湯の妻
- バタアシ金魚（1990年） - ババア

#### 1980年代
- 黒い雨（1989年） - 白旗の婆さん
- やがて…春（1986年） - 伊東勝子
- 春の鐘（1985年） - 登代子
- 伽や子のために（1984年） - 順女（スンニョ）
- ときめき海岸物語（1984年） - 阿部節子
- 蜜月（1984年） - 仲買いの社長夫人
- すかんぴんウォーク（1984年） - 木村花江 役
- いつか誰かが殺される（1984年） - 永山萌子 役
- 悪女かまきり（1983年） - 松宮夫人 役
- 家族ゲーム（1983年） - 山下美栄子の母 役
- さらば愛しき大地（1982年） - 霊媒師
- ええじゃないか（1981年） - ヤミクモ太夫 役
- 野菊の墓（1981年） - 戸村せい 役

#### 1970年代
- 十九歳の地図（1979年12月1日公開、プロダクション群狼、109分） - 安田久代 ※第53回『キネマ旬報』ベストテン（日本映画部門 7位）
- 復讐するは我にあり（1979年4月21日公開、松竹、140分） - 吉里幸子
- 皮ジャン反抗族（1978年12月2日公開、東映、82分） - 文代
- 西陣心中（1977年10月15日公開、ATG、110分） - 井上の妻
- らしゃめん（1977年9月3日公開、東映京都、74分） - 豐子
- 青春の殺人者（1976年10月23日公開、今村プロ/綜映社/ATG、132分） - 常世田ケイ子の母
- 実録白川和子 裸の履歴書 － 白川和子 役（1973年2月21日公開、日活、77分）
- 赤い鳥逃げた?（1973年2月17日公開、グループ法亡/配給：東宝、98分） - 中根不二子
- さらばパラノイアの群れ（1973年6月2日公開、恋慕プロ （自主製作）、50分）
- 熟れすぎた乳房 人妻（1973年2月3日公開、日活、71分） - 竹村夏子
- 性豪列伝 お揉みいたします（1973年1月24日公開、日活、64分） - 愛子
- 団地妻 奪われた夜（1973年1月13日公開、日活、72分） - 戸倉照子
- たそがれの情事（1972年1月8日、日活、70分） - 秋津令子
- 学生妻 しのび泣き（1972年3月18日、日活、71分） - 春江
- 団地妻 しのび逢い（1972年4月29日公開、日活、65分） - 香坂伸子
- 性豪列伝 夜も昼も（1972年4月8日公開、日活、64分） - 大堀初代
- 真夏の夜の情事（1972年7月27日、日活、67分） - みさ
- 昼下りの情事 裏窓（1972年11月18日、日活、74分） - 福沢鮎子
- 一条さゆり 濡れた欲情（1972年10月7日公開、日活、69分） - まり
- 覗かれた情事（1972年9月16日公開、日活、73分） - 萬木夏子
- 性豪列伝 死んで貰います（1972年8月16日公開、日活、63分） - 加代子
- 真昼の情事（1972年5月27日公開、日活、63分） - 牧村泰子
- さすらいの情事（1972年2月19日公開、日活、70分） - 弘子
- 花弁のしずく（1972年2月9日公開、日活、70分） - 秋子
- 闇に浮かぶ白い肌（1972年6月28日公開、日活、68分） - 宗方響子
- 団地妻 昼下りの情事（1971年11月20日公開、日活、64分） - 笠井律子
- 恋狂い（1971年12月1日公開、日活、74分） - 矢島火奈子
- 日本ポルノオリンピック 乳首山の性宴（1971年12月29日公開、プリマ企画、72分）

#### 1960年代
- おいろけ天使（1969年）
- 野郎と情婦（1969年）
- Oをつき上げろ（1969年）
- 色欲三重奏 だまされた女狐（1969年）
- ピカピカハレンチ（1969年）
- 女のしずく（1969年）
- 引裂かれた女高生（1969年）
- 女肉 狂い責め（1969年）
- 肌のもつれ（1969年）
- 人妻千一夜（1969年）
- 盛り妻（1969年）
- 女性自身（1969年）
- だまされた女狐（1969年）
- 毒ある経験（1969年）
- 痴漢の限界－ユキエ（1969年）
- 女体の渇き（1968年）
- 日本(秘)風俗史 乳房（1968年）
- 女と男の味くらべ－秋子（1968年）
- 引裂かれた処女（1968年）
- 色くるい－由利子（1968年）
- セックスドライブ－女子大生真理（1968年）
- 日本性犯罪史 白昼の暴行鬼（1968年）
- 穴じかけ（1968年）
- 女子学生残酷白書 真赤なうぶげ（1968年）
- 妖しい性の女（1968年）
- うぶ殺し（1968年）
- (秘)女狩り（1967年）
- 女子寮（1967年）

### ネット配信
- 配信ボーイ 〜ボクがYouTuberになった理由〜（2018年、dTV） - ばあば

### 舞台
- 劇団スイセイ・ミュージカル
  - プリマ・ドンナ（1996年7月 - 9月、東京公演：東京芸術劇場中ホール / 1998年2月 - 3月、東京公演：紀伊國屋サザンシアター）
  - 夢があるから!（2001年4月 - 7月、東京公演：前進座劇場 / 2003年10月 - 11月、東京公演：前進座劇場）
- 雪国（芸術座）
- 女系家族（1994年12月、帝国劇場）
- 椿姫（2012年4月4日 - 5月6日、ル テアトル銀座 by PARCO、演出：美輪明宏）
- 黒蜥蜴（2015年4月4日 - 19日、新国立劇場中劇場、演出：美輪明宏）

## 音楽

### シングル
| 発売日         | 規格           | 規格品番       | 面             | タイトル               | 作詞           | 作曲           | 編曲           |
| キングレコード | キングレコード | キングレコード | キングレコード | キングレコード         | キングレコード | キングレコード | キングレコード |
| -------------- | -------------- | -------------- | -------------- | ---------------------- | -------------- | -------------- | -------------- |
| 1975年11月     | EP             | BS-1982        | A              | おぼろ橋               | 杉紀彦         | 曽根幸明       | 曽根幸明       |
| 1975年11月     | EP             | BS-1982        | B              | 雪心中（ゆきのさだめ） | 杉紀彦         | 曽根幸明       | 曽根幸明       |

## 書籍
- いのち輝いて（1987年、潮出版社）
- くもりのち晴れ ときどき大雨注意報（1989年、潮出版社）
- わたしの家族革命（1999年、潮出版社）

## 白川和子を題材とした作品
- 『R★P ロマンポルノ』てしろぎたかし、久麻當郎著、ICE。関係者や日活への取材をもとにした”実録”マンガ。[25]